# Австралийско-азербайджанские отношения
Азербайджано-австралийские отношения — двусторонние дипломатические отношения между Азербайджаном и Содружеством Австралия в политической, социально-экономической, культурной и иных сферах.

## Дипломатические отношения
Австралия признала независимость Азербайджана 26 декабря 1991 года. Дипломатические отношения между странами впервые установлены 19 июня 1992 года.
6 апреля 2012 года был принят закон об учреждении посольства Азербайджана в Австралии. Посольство Азербайджана в Австралии было открыто в июне 2013 года.
Посольство Австралии в Турции одновременно является посольством Австралии в Азербайджане.
8 апреля 2011 года в Милли Меджлисе Азербайджана была создана рабочая группа по межпарламентским отношениям между Азербайджаном и Австралией. Руководителем рабочей группы является Асим Моллазаде.
1 апреля 2024 года в парламенте Австралии создана группа дружбы с Азербайджаном. Председателем группы является Майк Фрилендер.
В декабре 2015 года правительство Австралии заявило о том, что поддерживает территориальную целостность Азербайджана.

### Официальные визиты
Президент Азербайджана Ильхам Алиев в качестве президента Национального Олимпийского комитета Азербайджана посетил Австралию в связи с проведением Олимпийских игр в Сиднее 15 сентября — 1 октября 2000 года.
Заместитель министра иностранных дел Азербайджана Халаф Халафов 16-20 апреля 2012 года посетил Австралию с официальным визитом.
Специальный посланник премьер-министра Австралии в Восточной Европе, на Балканах и Кавказе Рассел Троод посетил Азербайджан 28-30 июня 2012 года.
Член Министерства иностранных дел и торговли Австралии по вопросам борьбы с терроризмом Уильям Фишер совершил визит в Азербайджан 13-15 сентября 2013 года.

## Экономическое сотрудничество
Осуществляется сотрудничество в таких сферах, как строительство, туризм сельское хозяйство, финансы, недвижимость, инвестиции, медиа, добывающая промышленность, аэрокосмическая область, информационно-коммуникационные технологии (ИКТ), нефтегазовая сфера.
В июне 2015 года между руководителями ГНКАР, Caspian Marine Services и австралийской судостроительной компанией Austal был подписан контакт суммой 34 млн долл. США на строительство скоростного пассажирского судна для работы на Каспии длиной 70 метров. Посредством данного судна будет осуществляться доставка грузов и пассажиров на платформы SOCAR и British Petrol.
В августе 2016 года в Парламенте Австралии состоялась встреча между членами парламентской делегации Азербайджана и австралийскими депутатами. В ходе встречи была отмечена заинтересованность Австралии в эксплуатации транспортных маршрутов, которые проходят через территорию Азербайджана, а также в присоединении к проекту «Великий Шелковый путь».
В октябре 2017 года делегация австралийских предпринимателей впервые посетила Азербайджан. В эти же дни состоялся дебютный азербайджано-австралийский бизнес-форум с участием свыше 30 австралийских компаний.
В октябре 2017 года руководство Государственного нефтяного фонда Азербайджана выразило готовность инвестировать в недвижимость в Австралии.
В 2012 году товарооборот между странами составил 100 миллионов долл. США. В целом, торговые отношения Азербайджана с Австралией оцениваются приблизительно в 289 миллионов долларов США.
Основу экспорта Австралии в Азербайджан составляет сливочное масло, в то время как основу экспорта Азербайджана в Австралию составляет нефть.
За первые восемь месяцев 2017 года взаимный торговый оборот составил 3,715 млн долл. США. Экспорт в Австралию составил 470 тыс. долл. США, экспорт в Азербайджан — 3,245 млн. долл. США.
В Австралии функционирует Торговая палата Азербайджана.
Азербайджан оказывает Австралии помощь в разработке месторождений газа.

### Товарооборот (тыс. долл)
| Год  | Экспорт Азербайджана | Импорт Азербайджана | Сумма товарооборота |
| ---- | -------------------- | ------------------- | ------------------- |
| 2010 | 26 320,8             | 4 326,74            | 30 647,54           |
| 2011 | 106,94               | 5 844,51            | 5 951,45            |
| 2012 | 31 172,36            | 7 198,11            | 38 370,47           |
| 2013 | 185,02               | 11 624,17           | 11 809,19           |
| 2014 | 326,82               | 4 609,82            | 4 936,64            |
| 2015 | 613,72               | 9 105,29            | 9 719,01            |
| 2016 | 181,19               | 7 815,32            | 7 996,51            |
| 2017 | 569,71               | 4 961,46            | 5 531,17            |
| 2018 | 429,95               | 4 089,34            | 4 519,29            |
| 2019 | 40 087,91            | 295 577,24          | 335 665,15          |
| 2020 | 70 687,74            | 3 671,91            | 74 359,65           |
| 2021 | 21 309,68            | 29 959,25           | 51 268,93           |
| 2022 | 139 201,96           | 24 964,01           | 164 165,97          |
| 2023 | 29 251,89            | 11 688,97           | 40 940,86           |
| 2024 | 203,03               | 1 463 121           | 1 463 324,03        |

## Международное сотрудничество
На международной арене сотрудничество между двумя государствами осуществляется в рамках различных международных организаций: Комитет всемирного наследия ЮНЕСКО (в частности по вопросу защиты Большого Барьерного рифа), Организация Объединенных Наций (миротворческие операции в Афганистане), НАТО (программа «Партнерство во имя мира»; правительство Австралии вложило примерно 50 тысяч долларов США на расчистку неразорвавшихся боеприпасов на территории Агстафинского района).
Азербайджан поддержал кандидатуру Австралии в членство в Совете по правам человека ООН на 2018—2020 годы.

## Туризм
8 декабря 2012 года был подписан Меморандум о взаимопонимании по воздушному сообщению. В сентябре 2015 года в ходе встречи межпарламентской делегации Азербайджана с мэром города Перт Лизой Скафиди была отмечена важность открытия прямого авиасообщения между столичными городами Баку и Канберрой.

## В области культуры
В Австралии действует Ассоциация дружбы Азербайджан — Австралия. Президентом Ассоциации является Джон Хаммонд.
Между руководством Национального университета Австралии и азербайджанскими музыкальными училищами действует Меморандум о сотрудничестве. В рамках программы по обмену студентами, в высших учебных заведениях Австралии обучаются 35 студентов из Азербайджана.
17 октября 2016 года в городе Перт по инициативе Общества дружбы Австралия — Азербайджан было проведено мероприятие по случаю 25-летия независимости Азербайджана.
В австралийских городах организуются выставки азербайджанских ковров.

## Другие сферы
Стороны также сотрудничают в области охраны окружающей среды. В ноябре 2014 года глава организации IDEA (Международный диалог во имя охраны окружающей среды) Лейла Алиева посетила Австралию для ознакомления с биологическим разнообразием страны, а также с целью обмена опытом.
Немаловажное значение имеет сотрудничество в области IT. Планируется начало работы азербайджанской компании Global Service Provider (GSP) в Австралии.
Осуществляется сотрудничество между ОАО «Азеркосмос» и Австралийским космическим агентством (Australian Space Agency).

## Материальная помощь
В мае 2005 года по инициативе Министерства обороны Австралии в Азербайджан было направлено спецоборудование, а также компактные лаборатории для поиска и обезвреживания противопехотных мин в рамках программы «Партнерство во имя мира».
В феврале 2020 года правительством Азербайджана была оказана материальная помощь Австралии в размере 50 тысяч долларов США для устранения воздействия лесных пожаров на территории страны.